# گورکان حصارلی
گورکان حصارلی مربوط به هزاره اول قبل از میلاد است و در شهرستان کلیبر، بخش مرکزی، دهستان پیغام چایی، نوجده علیا واقع شده و این اثر در تاریخ ۲۷ بهمن ۱۳۸۷ با شمارهٔ ثبت ۲۴۷۶۳ به‌عنوان یکی از آثار ملی ایران به ثبت رسیده است.